# 230 État 501 à 620
Les 230 État 501 à 620 sont des locomotives de vitesse à tender séparé de l'Administration des chemins de fer de l'État, réservées aux trains de voyageurs.

## Histoire

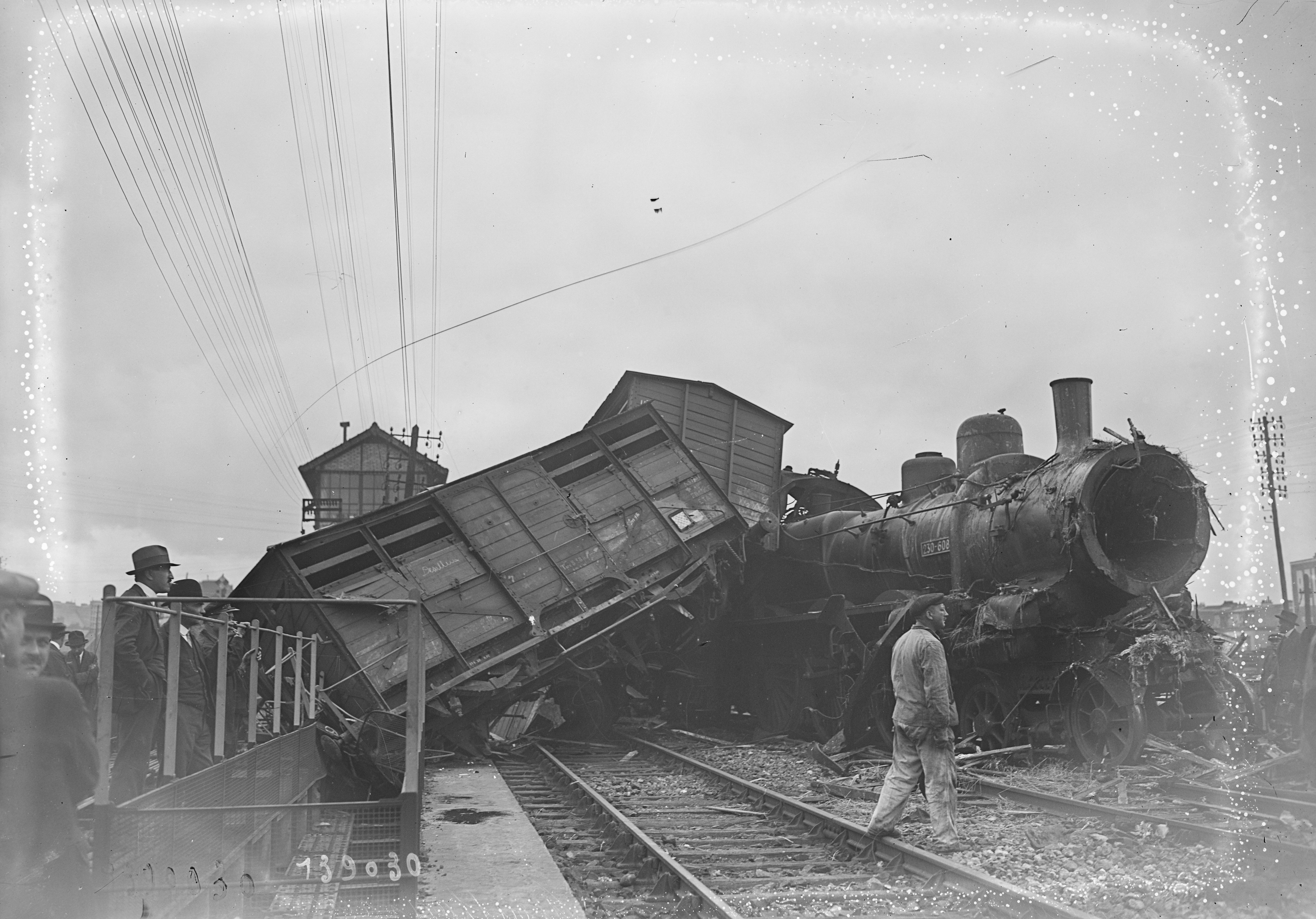
La 230-608 de l’État accidentée avec un wagon de bestiaux le 1/7/1929 en gare de Paris-Montparnasse.

Dans les années 1900, la Compagnie des Chemins de fer de l'Ouest avait besoin de locomotives puissantes et rapides pour augmenter le tonnage de ses trains de voyageurs express. Ils décidèrent de s’inspirer de la série des 230 2501 à 2540, qui avait fait ses preuves mais était handicapée à haute vitesse par ses roues motrices de 1,75 m.
Mis à part l’augmentation de taille de leurs roues motrices et quelques ajustements découlant de ce changement de taille des roues, les premières locomotives étaient pratiquement identiques aux 2501 à 2540. Celles construites après incorporeront progressivement les derniers progrès en matière de locomotives à vapeur. Par conséquent, on peut distinguer quatre sous-séries dans ce modèle.
- les 2701 à 2710, premières de la série, à tiroirs plans, conduite à droite et tablier continu muni de grands couvre-roues ;
- les 2711 à 2720, identiques à la version précédente mais équipée de la conduite à gauche (également retenue sur les versions suivantes) ;
- les 2721 à 2770, dont les cylindres sont munis de tiroirs cylindriques. Leur distribution a été modifiée et le tablier est relevé entre les cylindres (plus volumineux) et le tender. Malgré le tablier plus haut, il possède toujours de petits couvre-roues ;
- les 2771 à 2820, qui reprennent l’aspect et les tiroirs cylindriques de la version précédente mais possédant une plus grande surface de grille et dont la chaudière est munie d’un surchauffeur. Il n'y a plus de tuyau de livrance à cheval sur la chaudière.

La série de 120 locomotives est livrée à la Compagnie des chemins de fer de l'Ouest dans l'ordre suivant :
- N°  2701 à 2710, Ateliers de Sotteville en 1901 ;
- N°  2711 à 2720, Ateliers de Sotteville en 1904 ;
- N°  2721 à 2735, Société de construction des Batignolles en 1904 ;
- N°  2736 à 2750, Fives-Lille en 1905 ;
- N°  2751 à 2770, Société française de constructions mécaniques (Cail) en 1908 ;
- N°  2771 à 2785, Borsig en 1907-1908 ;
- N°  2786 à 2795, Borsig en 1908 ;
- N°  2796 à 2810, Henschel en 1907 ;
- N°  2811 à 2820, Henschel en 1908.

En 1912, la série est immatriculée à l’État 230-501 à 620.
L'Administration des chemins de fer de l'État, qui avait besoin de nombreuses locomotives puissantes après avoir racheté la Compagnie des chemins de fer de l'Ouest, décida de prolonger certaines séries modernes d’origine "Ouest", dont les 230 2771 à 2820.
Cette série, identiques aux 50 dernières 230-501 à 620 sera numérotée 230 621 à 705.
En 1938, toute la série est immatriculée à la SNCF 230 C 501 à 620.

## Description
Ces machines sont munies d'une chaudière à foyer Belpaire équipée d'un surchauffeur Schmidt pour les 2771 à 2820.
Le moteur vapeur est compound de Glehn et comprend 4 cylindres
- deux cylindres basse pression (BP) intérieurs, disposés entre les longerons du châssis au niveau de la boîte à fumée, qui attaquent le premier essieu moteur ;
- deux cylindres haute pression (HP) extérieurs, disposés en arrière entre le bogie et le premier essieu moteur (au niveau du dôme sur les 20 premières locomotives).

Ces cylindres sont munis de tiroirs cylindriques (sauf sur les 20 premières machines qui possèdent des cylindres de dimensions plus réduites à tiroirs plans).
Les machines de série ont un aspect extérieur assez différent des 20 premières locomotives.

## Caractéristiques
Longueur : 10,820 m (sans tender)
Poids à vide: 59 t
Poids en charge: 65 t
Timbre: 15 kg
Surface de grille : 2,45 m2
Surface de chauffe: 200,98 m2
Diamètre des roues (motrices): 1 940 mm
Diamètre des roues (porteuses): 960 mm
Dimensions des cylindres HP, alésage × course: 350 × 640 mm
Dimensions des cylindres BP, alésage × course: 550 × 640 mm
Vitesse maximum en service : 110 km/h

## Tenders
Deux types de tenders ont été utilisés pour ces locomotivES :
- Tenders 15 A à 3 essieux d'origine Ouest d'une capacité de 15M3  et de ? T de charbon ;
- Tenders 18 B ou C à 2 bogies d'origine Etat d'une capacité de 18M3 d'eau et 5T de charbon.

## Préservation
La locomotive 230 C 531 (Numéro Ouest 2731) est préservée au Château de St Fargeau, elle y est attelée à un tender PLM n'ayant rien à voir avec cette série.

## Anecdotes
- La locomotive n° 2722 participa à l’Exposition universelle de Liège de 1905.